# Urus-Martanovskij rajon
L'Urus-Martanovskij rajon (in russo Урус-Мартановский район?) è un municipal'nyj rajon della Repubblica Autonoma della Cecenia, in Russia.